# ام‌وی دیسکاوری سان
ام‌وی دیسکاوری سان (به انگلیسی: MV Discovery Sun) یک کشتی است که طول آن ۱۳۴ متر (۴۴۰ فوت) می‌باشد. این کشتی  در سال ۱۹۶۸ ساخته شد.